# Physcia tretiachii
Physcia tretiachii är en lavart som beskrevs av Roland Moberg. Physcia tretiachii ingår i släktet Physcia och familjen Physciaceae.   Inga underarter finns listade i Catalogue of Life.